# 7867 Burian
7867 Burian este un asteroid din centura principală de asteroizi.

## Descriere
7867 Burian este un asteroid din centura principală de asteroizi. A fost descoperit pe 20 septembrie 1984 la Observatorul Kleť de Antonín Mrkos. Asteroidul prezintă o orbită caracterizată de o semiaxă mare de 2,21 ua, o excentricitate de 0,19 și o înclinație de 6,0° în raport cu ecliptica.